# Jugando a vivir
Jugando a vivir es una telenovela venezolana producida y transmitida por la cadena de televisión RCTV en el año 1982. Es una historia original de la escritora Alicia Barrios y es protagonizada por Mayra Alejandra y Carlos Olivier.

## Sinopsis
Victoria La Rosa es una bella y rica muchacha que estudia derecho en la Universidad de Caracas. Acostumbrada a que todos sus caprichos sean satisfechos, quiere ahora "jugar a vivir": hace una apuesta con sus compañeras de estudios de que va a conquistar a su profesor de derecho de familia, Adelso Irazabal, un hombre maduro y profundo. Al fin logra su amor y se casan, pero al poco tiempo se da cuenta del error y se separa de él. El destino se encarga de darle una lección: Adelso queda paralítico a consecuencia de un accidente automovilístico y es entonces cuando ella comprende cuánto lo ama realmente.

## Elenco
- Mayra Alejandra - Victoria La Rosa
- Carlos Olivier  - Prof. Adelso Irazabal
- Liliana Durán - Bertha
- Julio Alcázar - Rodolfo Arjuello
- Elba Escobar - Miriam
- Henry Zakka - Diego Santamaria
- Alicia Plaza - Eloisa Peña[1]
- Víctor Cámara - Máximo Leal[2]
- Raquel Castaños - Martha
- América Barrios - Doña Amalia
- Freddy Galavís - Prof. Ignacio Arias
- Carlos Villamizar - Armando La Rosa[3]
- Jessica Arvelo - Graciela
- Freddy Andrade
- Carlos Mata - Javier
- Yajaira Paredes - Eva de González
- Marvellis Zerpa - Laura Santamaria
- Fernando Kike Ortega - Omar Leal
- Lino Ferrer - Marcelo
- Judith Vásquez - Mariela
- Humberto García - Juan Carlos Peña
- Fernando Gil - Martín Pérez
- Humberto Tancredi - Profesor Martini
- Miguel Ángel Landa - Raúl Leal
- Freddy Escobar - Julián González
- Ileana Jacket - Brigitte Castro
- Carmen Arencibia - Doña Olga de Leal
- Argenis Chirivela - Maestro de Yoga
- María Hinojosa - Melida
- Bárbara Katz - Graciela
- Albertina Álvarez - Francisca
- Mariluz Fernández - Amiga de Laura
- Fernando Arriagada - Doctor
- Norka Sierralta - Abogada invitada
- Pablo Gil
- Carlos Linares